# (4132) Bartók
(4132) Bartók ist ein Hauptgürtelasteroid, der am 12. März 1988 von Jeff T. Alu vom Palomar-Observatorium aus entdeckt wurde.
Der Asteroid wurde nach dem ungarischen Komponisten, Pianisten und Musikethnologen Béla Bartók (1881–1945), benannt.